# Граха-де-Кампальбо
Граха-де-Кампальбо (ісп. Graja de Campalbo) — муніципалітет в Іспанії, у складі автономної спільноти Кастилія-Ла-Манча, у провінції Куенка. Населення — 120 осіб (2010).
Муніципалітет розташований на відстані близько 210 км на схід від Мадрида, 75 км на схід від Куенки.

## Демографія
Динаміка населення (INE ):